# Parque nacional Tarong

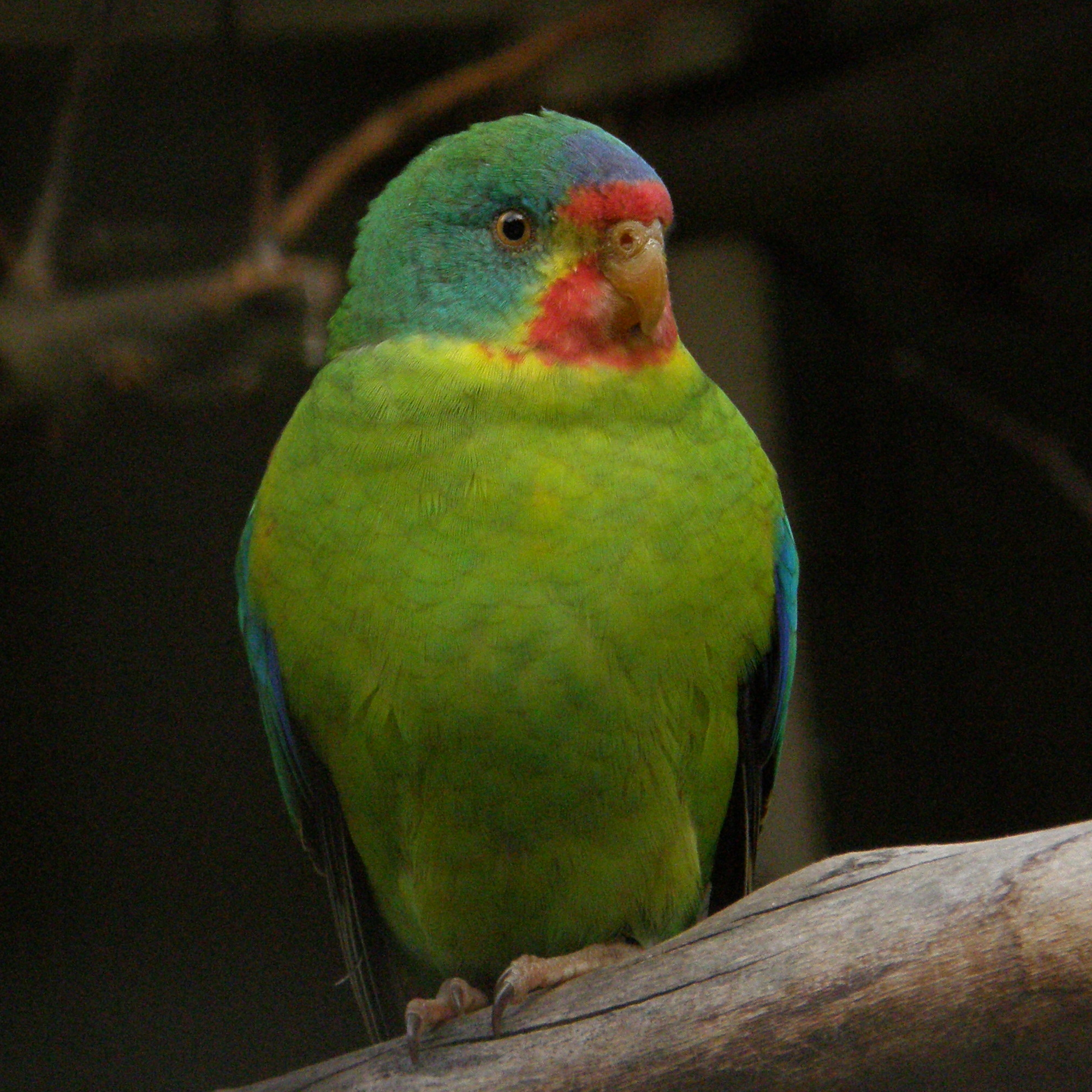
Loro veloz (Lathamus discolor).

Tarong es un parque nacional en Queensland (Australia), ubicado a 137 km al noroeste de Brisbane.

## Datos
- Área: 14,90 km²
- Coordenadas: 26°48′42″S 151°51′43″E / -26.81167, 151.86194
- Fecha de Creación: 1995
- Administración: Servicio para la Vida Salvaje de Queensland
- Categoría IUCN: II

Véase también:
- Zonas protegidas de Queensland

- Datos: Q1769988